# Pleopeltis squamata
Pleopeltis squamata är en stensöteväxtart som först beskrevs av Carolus Linnaeus, och fick sitt nu gällande namn av John Smith. Pleopeltis squamata ingår i släktet Pleopeltis och familjen Polypodiaceae. Inga underarter finns listade.